# Born Villain
Born Villain —en español: Nacido Villano— es el octavo álbum de estudio de la banda estadounidense de rock industrial Marilyn Manson, lanzado el 1 de mayo de 2012 por la discográfica Hell, etc. a través de Cooking Vinyl Records. Se trata del primer trabajo de la banda tras la rescisión de su contrato con Interscope Records. 
Según Billboard, fue uno de los proyectos más esperados con millones de reproducciones al instante de haberse publicado el vídeo-tráiler de Born Villain. En las entrevistas a los miembros de la banda, estos describieron el estilo del álbum como "death metal suicida" y apuntaron al hecho de que se trataba de un álbum conceptual. En noviembre de 2010, Twiggy Ramirez declaró: "Tenemos un nuevo disco en el que estamos trabajando aún pero está casi hecho. Probablemente salga el próximo año.[...] Creo que es nuestro mejor disco; es decir, todo el mundo dice eso siempre, pero creo que este es nuestro mejor trabajo hasta ahora".
Se publicaron tres sencillos del álbum ("No Reflection", "Slo-Mo-Tion" y "Hey Cruel World...") y un cortometraje de prelanzamiento titulado Born Villain. El grupo apoyó el álbum con la gira Hey Cruel World... Tour, y ofreció una serie de conciertos conjuntos con Rob Zombie y Alice Cooper en sendas giras que recibieron el nombre de Twins of Evil Tour y Masters of Madness Tour, respectivamente. El álbum debutó en el n.º 10 del Billboard 200. Vendió unas 38 000 copias en los Estados Unidos, mientras que a nivel mundial vendió 170 000 hasta la fecha.

## Antecedentes

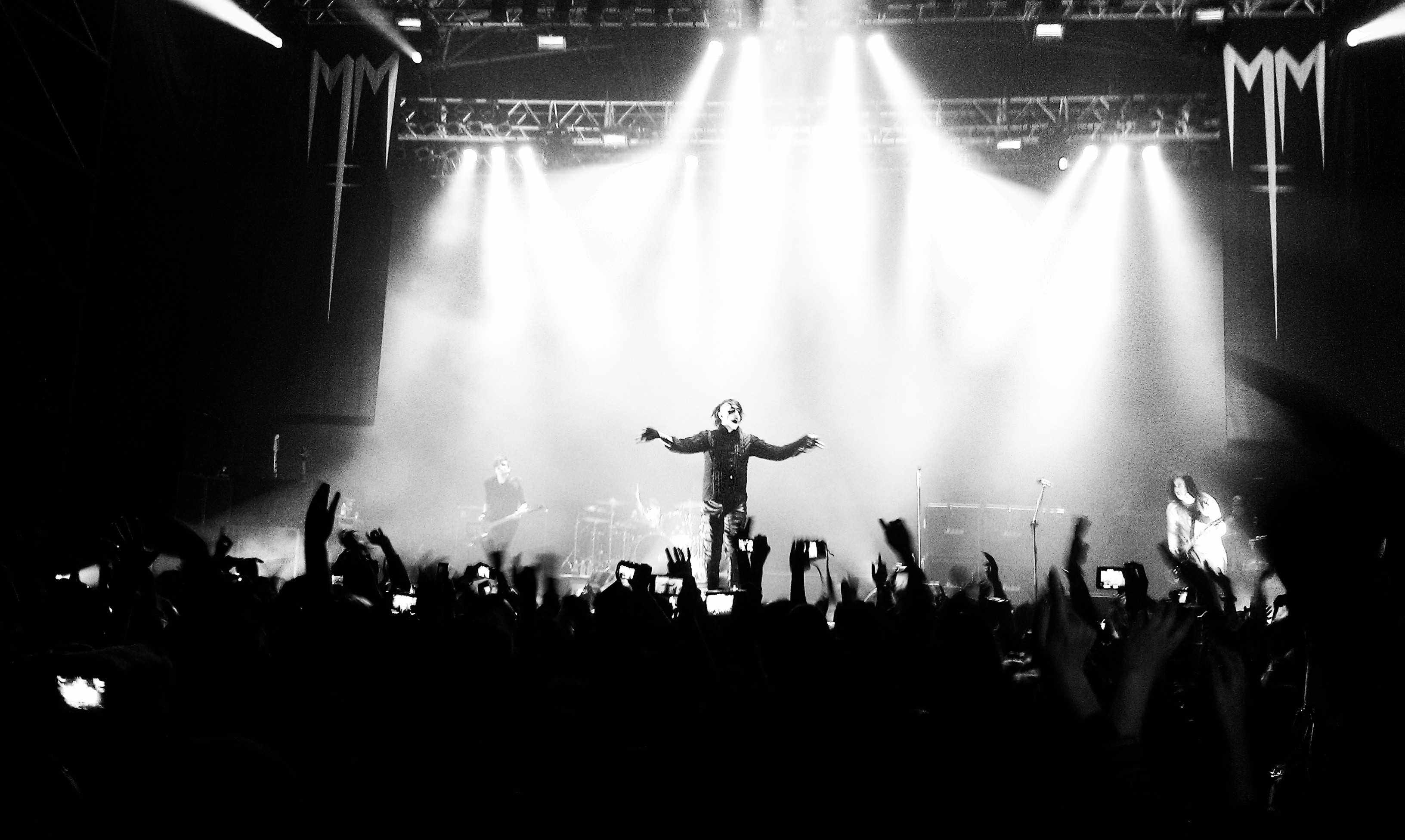
Marilyn Manson interpretando Disposable Teens en el Hey, Cruel World...Tour

Las letras de 'Born Villain' fueron escritas durante el transcurso de la gira Etc... Tour, en 2009. El 3 de diciembre de 2009 se dio a conocer que la banda Marilyn Manson ya no formaba parte de Interscope Records desde hacía tiempo. Manson afirmó: "Incluso hemos estado escribiendo las letras durante la gira, así que creo que la gente tendrá un nuevo disco mucho antes de lo que piensan". En abril de 2010, Warner confirmó en los Revolver Golden Gods Awards que la banda había grabado un total de 13 canciones.
El 24 de febrero de 2011, Ginger Fish, a la sazón baterista del grupo, publicó un comunicado que decía que se alejaba de la banda para probar nuevas experiencias y que le deseaba lo mejor a sus hermanos. El 2 de septiembre del mismo año se conoció el nombre del nuevo álbum: 'Born Villain'. El 22 de noviembre el teclista, baterista y productor Chris Vrenna anunció que dejaba la banda con el siguiente comunicado: "Estoy increíblemente orgulloso del trabajo que hice con Marilyn Manson y espero el lanzamiento de Born Villain. Les deseo el bien a mis hermanos pero una vez que se completó la grabación sentí que era hora de retomar otras facetas de mi carrera, como los trabajos de producción, música para películas y otras colaboraciones musicales."

## Desempeño Comercial
El álbum logró entrar en las listas de los 10 más vendidos en 6 países y en la semana de su lanzamiento se situó en el número 10 de los 200 más vendidos según Billboard. Born Villain superó en 2 semanas las ventas de The High End of Low.

## Tráiler
Para promocionar el álbum se publicó Born Villain, un cortometraje dirigido por el actor Shia LaBeouf. La idea de la película se originó cuando Manson y LaBeouf se conocieron en un concierto de The Kills.

## Premios

### Loudwire
La canción No Reflection recibió una nominación en los premios Loudwire 2012, en la categoría Mejor canción del año 2012. El álbum también recibió una nominación como Mejor Álbum de rock del año 2012.

### Grammy Awards
En noviembre de 2012, se anunciaron los nominados de la entrega en los Grammy 2013, en la cual Marilyn Manson obtuvo una nominación en la categoría Mejor Interpretación de Hard Rock/Metal con el tema No Reflection, pero perdió frente a la canción "Love Bites (So Do I)" de la banda estadounidense Halestorm.

## Portada
La portada es una fotografía tomada por Lindsay Usich, donde esta el perfil de Manson mirando hacia la derecha, con una escala de colores azulados, mostrando el título "Marilyn Manson - Born Villain" en la parte de abajo

## Lista de canciones
das las letras escritas por Marilyn Manson.

| N.º   | Título                                     | Música                         | Duración |  |
| 1.    | «Hey, Cruel World...»                      | Twiggy, Vrenna                 | 3:44     |  |
| 2.    | «No Reflection»                            | Manson, Twiggy, Vrenna         | 4:36     |  |
| 3.    | «Pistol Whipped»                           | Manson                         | 4:10     |  |
| 4.    | «Overneath the Path of Misery»             | Manson, Twiggy, Vrenna         | 5:18     |  |
| 5.    | «Slo-Mo-Tion»                              | Manson, Sablan, Twiggy, Vrenna | 4:24     |  |
| 6.    | «The Gardener»                             | Twiggy, Vrenna                 | 4:39     |  |
| 7.    | «The Flowers of Evil»                      | Twiggy, Vrenna                 | 5:19     |  |
| 8.    | «Children of Cain»                         | Manson                         | 5:17     |  |
| 9.    | «Disengaged»                               | Manson                         | 3:25     |  |
| 10.   | «Lay Down Your Goddamn Arms»               | Twiggy, Vrenna                 | 4:13     |  |
| 11.   | «Murderers Are Getting Prettier Every Day» | Twiggy, Vrenna                 | 4:18     |  |
| 12.   | «Born Villain»                             | Manson, Twiggy, Vrenna         | 5:26     |  |
| 13.   | «Breaking the Same Old Ground»             | Twiggy, Vrenna                 | 4:27     |  |
| 59:23 |                                            |                                |          |  |

| Bonus track |                                                    |                        |          |  |
| N.º         | Título                                             | Escritor(es)           | Duración |  |
| 14.         | «You're So Vain» (con Johnny Depp)                 | Carly Simon            | 4:02     |  |
| 15.         | «No Reflection (Radio Edit)» (Bonus track japonés) | Manson, Twiggy, Vrenna | 3:31     |  |
| 66:56       |                                                    |                        |          |  |

## Posiciones
Ventas por país y venta mundial 
| Ventas Mundiales |
| ---------------- |
| 170 000          |

| Estados Unidos | Mejor posición en el chart |
| -------------- | -------------------------- |
| 42 000         | 8                          |

| Reino Unido | Mejor posición en el chart |
| ----------- | -------------------------- |
| 14 000      | 14                         |

| México | Mejor posición en el chart |
| ------ | -------------------------- |
| 10 000 | 33                         |